# Protodonata
Protodonata, tudi Meganisoptera, so izumrl red žuželk iz paleozoika, ki so živele od poznega karbona do poznega perma. Znani so po gigantskih telesnih merah, ki so jih dosegali predstavniki, in so pogosto upodobljeni v ilustracijah prazgodovinske favne. Dejansko je med njimi nekaj največjih žuželk sploh, npr. Meganeura monyi iz poznega karbona, rod Megatypus in največji, Meganeuropsis permiana iz zgodnjega perma s premerom kril 71 cm.
Podobni so današnjim kačjim pastirjem, zato jih včasih vključujejo v ta red, a je v zgradbi njihovih kril nekaj ključnih razlik. Od večine najdenih primerkov so ostali samo fragmenti kril ali izjemoma cela krila, pri redkih fosilnih primerkih iz družine Meganeuridae pa so se ohranili tudi odtisi teles. Ostanki kažejo, da imata sprednji in zadnji par kril podobno ožiljenost (kar je primitivna lastnost), sprednji par je nekoliko daljši in ožji od zadnjega. Od poznanih telesnih značilnosti velja omeniti še kroglasto glavo z velikimi nazobčanimi čeljustmi, močne bodičaste noge, veliko oprsje in dolg zadek, podoben zadku kačjih pastirjev. Telesne značilnosti jasno kažejo na plenilstvo.